# Dywizja Charles’a Lefebvre’a-Desnouettes’a

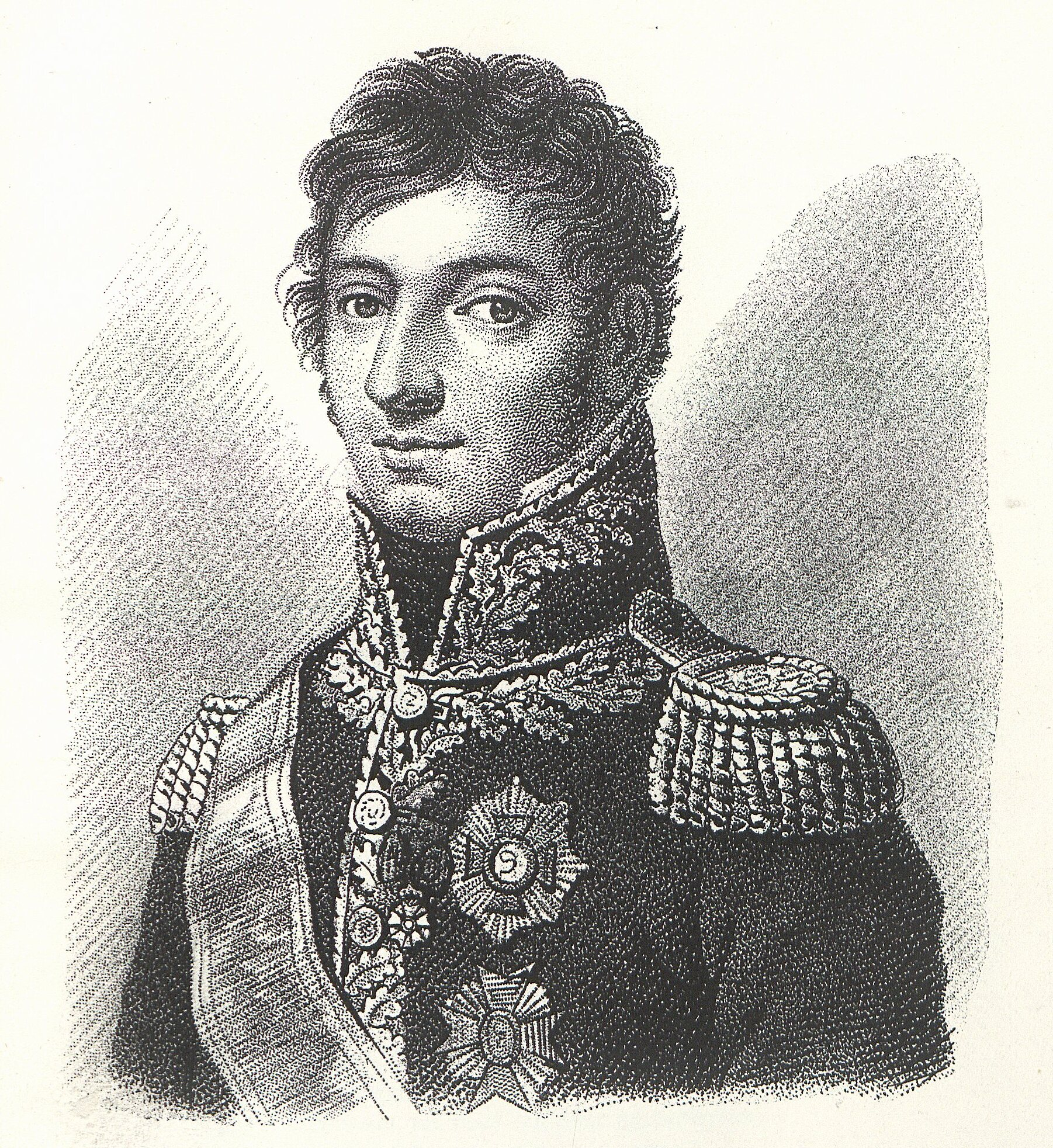
Charles Lefebvre-Desnouettes

Dywizja Charles’a Lefebvre’a-Desnouettes’a – jedna z dywizji w strukturze organizacyjnej Wielkiej Armii I Cesarstwa Francuskiego. Brała udział w wojnach napoleońskich, m.in. w I oblężeniu Saragossy.
Jej dowódcą był gen. Charles Lefebvre-Desnouettes.

## Skład podczas I oblężenia Saragossy w 1808
- 1 Brygada, gen. Charles Louis Dieudonne Grandjean
  - 2 Pułk Piechoty Legii Nadwiślańskiej – 2 bataliony 1376 ludzi,
  - 70 Pułk Liniowy – 1 batalion 379 ludzi,
  - 1 Batalion Marszowy – 1 batalion 581 ludzi,
  - 6 Batalion Marszowy – 1 batalion 656 ludzi.
- 2 Brygada, gen. Pierre Joseph Habert(inne języki)
  - 1 Pułk Piechoty Legii Nadwiślańskiej – 2 bataliony 1243 ludzi,
  - 2 Pułk Uzupełnienia Rezerwowego – 2 bataliony 1030 ludzi,
  - 47 Pułk Liniowy – 1 batalion 420 ludzi,
  - 15 Pułk Liniowy – 1 batalion 441 ludzi.
- Brygada Kawalerii
  - lansjerzy polscy – 3 szwadrony 717 ludzi 713 koni,
  - 6 szwadron marszowy – 1 szwadron 217 ludzi 215 koni,
  - kawaleria hiszpańska – 1 szwadron 31 ludzi 32 konie.